# Podospermum grossheimii
Podospermum grossheimii là một loài thực vật có hoa trong họ Cúc. Loài này được (Lipsch. & Vassilcz.) Gemeinholzer & Greuter mô tả khoa học đầu tiên năm 2006.